# Lotosaurus
Lotosaurus — це вимерлий рід вітрилових попозавроїдів, відомий у провінції Хунань у центральному Китаї.

## Опис
Лотозавр мав довжину від 1,5 до 2,5 м і був потужним чотириногим. Це була травоїдна тварина, яка зривала листя своїми беззубими дзьобистими щелепами. Лотозавр, як і деякі інші представники Poposauroidea, мав вітрило на спині, що надало йому вигляду, зовні схожого на вигляд пермських пелікозаврів, таких як диметродон і едафозавр, хоча й не такий високий.